# 세계 통계의 날
세계 통계의 날(World Statistics Day)은 UN 산하의 UN 통계 위원회(UNSC)가 지정한 국제 기념일이다. 날짜는 10월 20일이다.
2010년 6월 3일 열린 UN 총회에서 192개국의 결의로 지정된 기념일이다. 통계의 중요성을 널리 알리고, UN이 지정한 공식 통계가 사회의 여러 분야가 발전하는데 기여한 업적을 기리기 위해 지정되었다. 또한 각 나라마다 통계의 날의 날짜가 달라 지역적인 차원에 머물렀던 기념 행사를 세계적 차원의 기념 행사로 확대시켜, 공식 통계의 중요성을 널리 알리고자 하는 목적도 가지고 있다.
대한민국에서는 2011년부터 이 날에 맞춰 매년 '국가통계 방법론 심포지엄'을 개최한다.

## 같이 보기
- 통계
- 통계의 날